# エリスロクルオリン
エリスロクルオリン (erythrocruorin) は、ミミズ・ヒル・ゴカイ・ユスリカ（幼虫）などの血液中に含まれる呼吸色素である。エリスロクルオリンという名前は、ギリシア語で「赤」を意味する「eruthros」とラテン語で「血」を意味する「cruor」の合成語。
鉄を含み、色は赤色。細胞や組織に酸素を運搬する働きがある。エリスロクルオリン中の鉄1原子が、1分子の酸素と結合する。色素としてヘムを含み、ヘモグロビンと似ている。アカガイ・ナマコなどは血球中に、ゴカイ・ミミズなどは血漿中に含まれる。